# Sapuyes
Sapuyes est une municipalité située dans le département de Nariño en Colombie.